# Marysin (województwo lubuskie)
Marysin – wieś w Polsce położona w województwie lubuskim, w powiecie żagańskim, w gminie Żagań. W 2021 roku wieś zamieszkiwało 50 mieszkańców.
W latach 1975–1998 miejscowość administracyjnie należała do województwa zielonogórskiego.

## Demografia
Liczba mieszkańców miejscowości w poszczególnych latach:
| Rok  | Ilość mieszkańców |
| ---- | ----------------- |
| 1998 | 72                |
| 2002 | 44                |
| 2009 | 43                |
| 2011 | 40                |
| 2021 | 50                |